# 2019 par pays en Océanie
Les événements de l'année 2019 en Océanie. Cet article traite des événements ayant marqué les pays situés en Océanie.
2016 par pays en Océanie - 2017 par pays en Océanie - 2018 par pays en Océanie - 2019 par pays en Océanie - 2020 par pays en Océanie
2016 en Océanie - 2017 en Océanie - 2018 en Océanie - 2019 en Océanie - 2020 en Océanie

## Australie

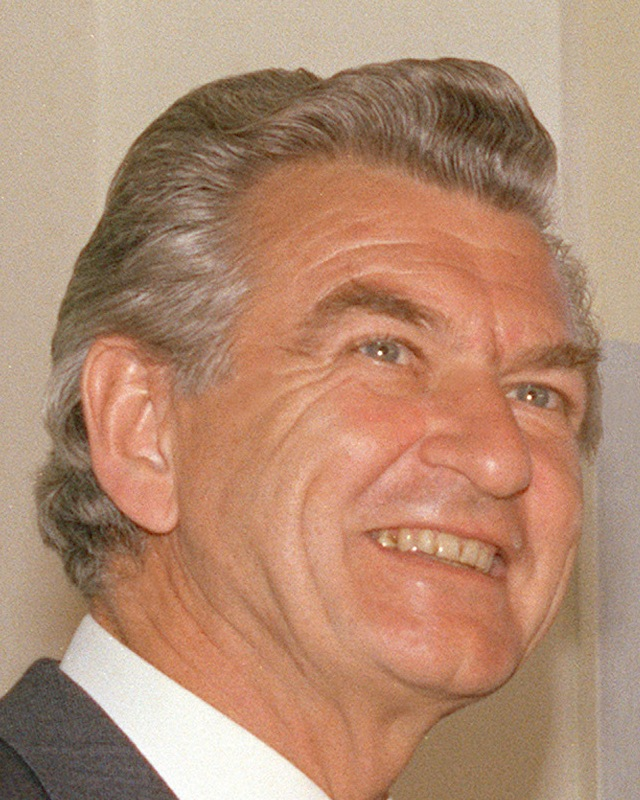
Bob Hawke, Premier ministre d'Australie de 1983 à 1991, mort en mai 2019.

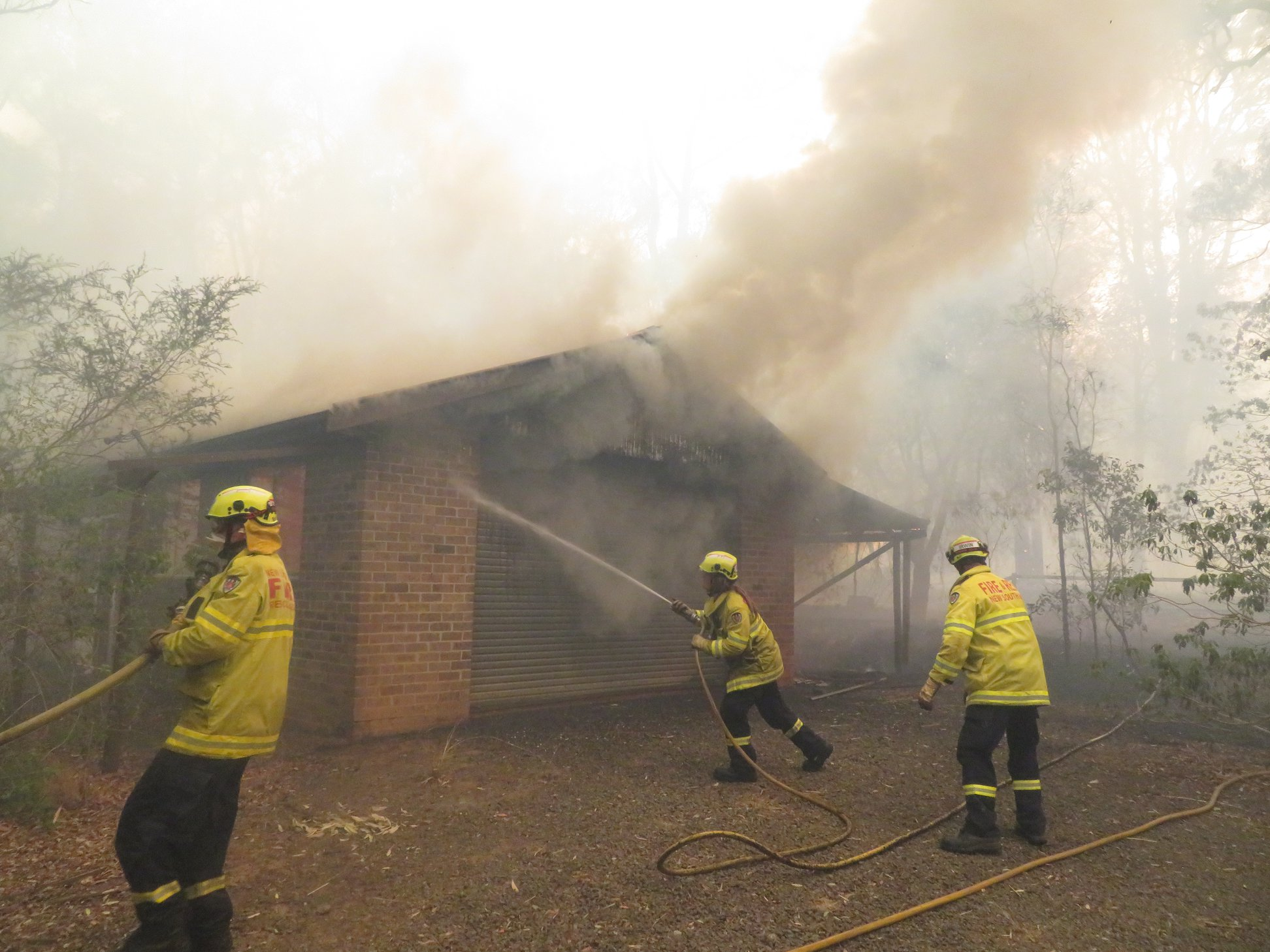
Début décembre, des pompiers luttent contre un incendie de brousse dans la banlieue de Sydney.

- 16 mai : mort de Bob Hawke (né le 9 décembre 1929), Premier ministre de 1983 à 1991[1].
- 18 mai : élections législatives. La Coalition libérale et conservatrice au pouvoir retrouve une courte majorité absolue des sièges à la Chambre des représentants. Scott Morrison demeure Premier ministre.
- 1er juillet : David Hurley succède à Sir Peter Cosgrove comme gouverneur général.
- 22 août : mort de Tim Fischer (né le 3 mai 1946), vice-Premier ministre de 1996 à 1999[2].
- 21 octobre : Pour protester contre des perquisitions par la police cherchant à démasquer des lanceurs d'alerte, les principaux journaux australiens, à la fois ceux appartenant au groupe Nine (le Sydney Morning Herald, The Age) et ceux de News Corp Australia (The Australian, The Daily Telegraph...) publient un même première page dénonçant une « culture du secret » développée par le gouvernement de Scott Morrison.
- novembre et décembre : frappé par la sécheresse, l'État de Nouvelle-Galles du Sud subit un nombre sans précédent de feux de brousse graves et simultanés[3]. Ces feux, qui s'étendent également au Queensland, tuent un grand nombre d'animaux de la faune sauvage, détruisent quelque 150 foyers et font trois morts parmi la population humaine. Le Premier ministre Scott Morrison, partisan d'un accroissement de la production et de l'exportation du charbon, est critiqué lorsqu'il refuse d'évoquer le lien -reconnu par les climatologues australiens- entre le changement climatique et cette catastrophe, tandis le vice-Premier ministre Michael McCormack répond que le changement climatique n'est une préoccupation que des « tarés de gauche dans les centres urbains »[4].
- 17 décembre : Alors que des centaines de feux continuent de brûler dans l'est de pays, l'Australie connaît sa journée la plus chaude jamais enregistrée, avec une température moyenne nationale de 40,9 °C. L'année 2019 aura par ailleurs été la plus sèche jamais enregistrée[5].

## États fédérés de Micronésie
- 5 mars : élections législatives. Les députés élisent ensuite David Panuelo à la présidence de la République, en mai.

## Îles Marshall
- 18 novembre : élections législatives

## Vanuatu
- 20 mars : mort de Donald Kalpokas (né le 23 août 1943), Premier ministre en 1991 puis de 1998 à 1999[6]

- 4 juin : référendum constitutionnel.